# سوپر جام فوتبال آرژانتین
سوپر جام فوتبال آرژانتین (به اسپانیایی: Supercopa Argentina) یک جام رسمی فوتبال در آرژانتین است که بین قهرمان لیگ برتر فوتبال آرژانتین و قهرمان جام حذفی فوتبال آرژانتین و توسط اتحادیه فوتبال آرژانتین (AFA) برگزار می‌شود. این رقابت‌ها اولین بار در سال ۲۰۱۲ برگزار شد.

## قهرمانی بر پایهٔ باشگاه
| باشگاه          | برندگان | دونده‌ها | سال‌های برنده | سالهای دویدن     |
| --------------- | ------- | ------- | ------------ | ---------------- |
| بوکا جونیورز    | ۱       | ۳       | ۲۰۱۸         | ۲۰۱۲، ۲۰۱۵، ۲۰۱۷ |
| ریور پلاته      | ۱       | ۲       | ۲۰۱۷         | ۲۰۱۴، ۲۰۱۶       |
| آرسنال          | ۱       | ۱       | ۲۰۱۲         | ۲۰۱۳             |
| ولز سارسفیلد    | ۱       | ۰       | ۲۰۱۳         | -                |
| اتلتیکو هوراکان | ۱       | ۰       | ۲۰۱۴         | -                |
| سن لورنسو       | ۱       | ۰       | ۲۰۱۵         | -                |
| لانوس           | ۱       | ۰       | ۲۰۱۶         | -                |
| روساریو سنترال  | ۰       | ۱       | -            | ۲۰۱۸             |